# Heldin der Lüfte
Heldin der Lüfte ist ein Schweizer Spielfilm, der fürs Schweizer Fernsehen produziert wurde und am 14. Dezember 2008 um 20.05 h auf SF 1 erstmals ausgestrahlt wurde. Der Film ist im Verleih der Praesens Film.

## Handlung
Sina Andri beginnt bei der Basis der Schweizerischen Rettungsflugwacht in Samedan als Pilotin zu arbeiten – nicht mit Freude, denn eigentlich wollte sie nach dem Selbstmord ihres ersten Freundes nie mehr dorthin zurückkehren. Ihre Mutter Tonia gewährt ihr Unterschlupf. Ihr Team besteht aus dem Basisleiter Reto Bodmer, dem Arzt David Gygax und dem Paramedic Franco Zanetti, in den sie sich verliebt.
Gian Padrun, Vater von Sinas Ex-Freund macht ihr schwere Vorwürfe und setzt alle Hebel in Bewegung, Sina aus Samedan zu vertreiben, da er ihr die Schuld am Tod seines Sohnes gibt.
Tonia schafft es, Baschi für ein Benefizkonzert zu gewinnen. Nach dem Konzert unternimmt Baschi eine Klettertour, bleibt aber wegen des schlechten Wetters in einer Felswand hängen. Sinas Team schafft es, ihn zu retten, allerdings fliegt sie dazu entgegen den Vorschriften viel zu nahe an der Felswand. Zunächst wird sie als „Heldin der Lüfte“ von der Presse gefeiert, die riskante Aktion kommt jedoch aus und man macht ihr erneut schwere Vorwürfe. Padrun taucht in der Rega-Basis auf, kündet seine Gönnerschaft und verlangt von Bodmer, Andri zu entlassen. Zudem erpresst er Tonia, indem er ihr Geschäfts- und Wohnhaus kündigt. Jeder Versuch Andris, mit Bodmer zu sprechen endet im Fiasko.
Während eines Routinefluges wird Andri unkonzentriert; die psychische Last der Vergangenheit holt sie ein. Sie touchiert eine Felswand und stürzt mit dem Helikopter ab. Verletzt wird niemand, aber der Heli wird schwer beschädigt. Daraufhin entscheidet sie sich, die Basis zu wechseln. Als sie sich verabschieden will, taucht Padruns Tochter Mona in der Basis auf und meldet, ihr Vater sei verschwunden. Sina vermutet, er sei in der Hütte, in der sich sein Sohn die tödliche Dosis der Medikamente verabreicht hatte. Sie startet ohne Bodmers Erlaubnis zu einem Suchflug und findet Gian tatsächlich halb erfroren auf dem Roseggletscher. Er stirbt im Krankenhaus, nachdem er ihr verziehen hat.
Zum Schluss versöhnen sich Sina und Mona, Franco küsst Sina und sie bleibt in Samedan.

## Trivia
- Heldin der Lüfte wurde mit Unterstützung der REGA gedreht und feierte am 3. Dezember 2008 im REGA-Center Kloten seine Premiere.[1]